# 恐鳥類

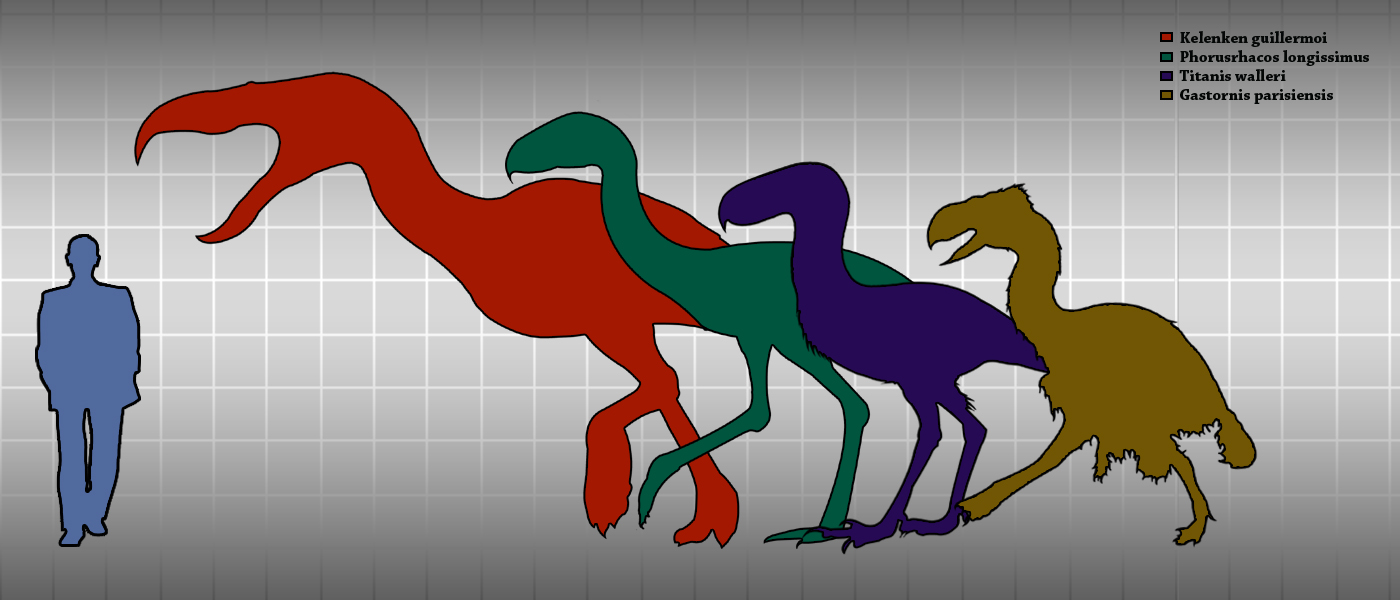
大きさの比較。左からケレンケン、フォルスラコス、ティタニス、ガストルニス。

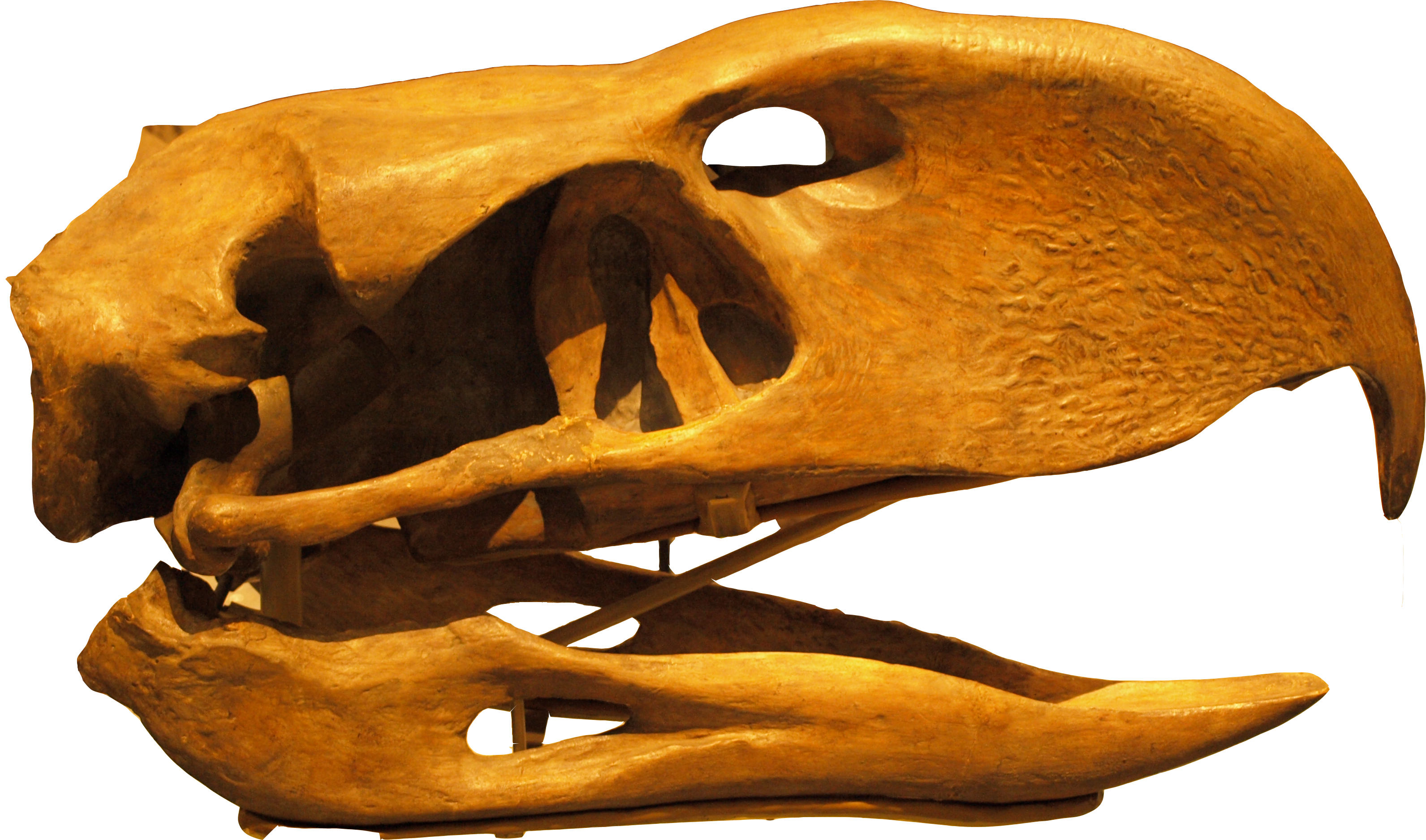
フォルスラコスの頭骨

恐鳥類 (Terror Birds) とは鳥類の中で地上に進出し、祖先の獣脚類と酷似した体型、生態を得た種族のこと。現在はすべて絶滅している。単系統ではなく、多系統であり、正式な分類名称ではない。

## 概要
恐竜絶滅後の新生代において、巨体を手に入れ大型動物としてのニッチを埋めた鳥類の一群。ノガンモドキ目に属するフォルスラコス科や、カモ目に近いとされるガストルニス科（旧称ディアトリマ）、およびその姉妹群であるドロモルニス科などがいる。

### 進化
恐竜が絶滅した後も、その流れを汲む生物として鳥類が健在であった。鳥類は恐竜に極めて近縁な派生種族であったため、それまでの恐竜、特に直系祖先の小型獣脚類のニッチを補うように地上に進出した巨大な鳥類が出現した。それが恐鳥類である。主な種類として、ガストルニス、フォルスラコスなどがいる。新生代の初期、暁新世においての恐鳥類は温暖であった地球の全大陸で繁栄し（現在の中央アジアにあたる部分でユーラシア大陸を二分していたツルガイ海峡でヨーロッパとも隔絶していたアジアが生息の空白地域とされたが、ガストルニスの化石の発見によって覆っている）小型動物が中心だった哺乳類を主な餌としていた。ガストルニスなどは主に植物食だったという説も近年、提唱されている。逆にフォルスラコス科では、あまり動きに小回りが利く身体の構造ではなく、強靭な首に支持された嘴でかなり大型の動物を狩ったのではないかとの見方もある。
ジュラ紀や白亜紀の原始的な鳥類は前肢に指を持ち、顎に歯が生えているものが多かったが、彼らは全て恐竜とともに絶滅した。生き残った鳥類のグループ（真鳥類）は進化の結果、既に高度な飛翔能力を持つための適応を遂げていたため、祖先が備えていた前肢の機能や顎の歯を失っていた。恐鳥類においても一度翼に進化した前肢は飛翔能力を失った後も再び前肢としての機能を取り戻すことはなく、多くの場合退化していた（フォルスラコス類のティタニスなど、ある程度は前肢を発達させた種もいたが、進化不可逆の法則により、完全な前肢を得ることには至らなかった）。また、失われた歯は猛禽類のような鉤状の鋭い嘴により補っていた。
暁新世に続く始新世において、哺乳類が第二の適応放散とよばれる大発展を遂げ、肉歯目、無肉歯目といった原始的な大型肉食性哺乳類や、現在にもつながる奇蹄目や偶蹄目などといった植物食性大型哺乳類が現れ、目覚ましい発展を遂げていった。従来は、このような哺乳類の進化に対応できず、恐鳥類は衰退したとみなされていたが、化石の新たなる発見や検証等から、恐鳥類は新出の様々な哺乳類や陸生ワニ類と共に、新生代の陸上生態系において尚、重要な役割を占めていた事が示されはじめている。北アメリカ大陸のバトルニスやオーストラリア大陸のドロモルニスなどは新生代の後半（中新世）に至って尚も繁栄していた。哺乳類との生存競争があったのは事実としても世界各地の恐鳥類の衰退と絶滅の原因は判然としない。

### アメリカ大陸での繁栄
恐鳥類は多くの大陸では新生代の前期にあたる始新世以降、滅んでいった。しかし、海によって他の大陸から隔絶されていた南米大陸においては、フォルスラコス類がティラコスミルスのような肉食性有袋類とともに長期間にわたって生態系の頂点に立ち、独自の進化を続け、繁栄していた。進化した有力な肉食性哺乳類が南米に進出できていなかったためと思われる。
しかし、新生代の後期にあたる鮮新世において南米大陸が北米大陸と陸続きになったことで、南米の恐鳥類や肉食性有袋類はネコ科、イヌ科に代表される食肉目との競争にさらされる事になった。肉食性有袋類は姿を消してしまい、恐鳥類も頂点捕食者としての地位を占有することが難しくなり、彼らに対抗するために大型化の道を歩むこととなった。このことが環境変化に対する適応性を減少させ、後の彼らの絶滅の要因の一つとなった。しかし、ティタニスなど一部の種は逆に北米にも進出していった。そして鮮新世、それに続く第四紀の更新世に入っても、中南米、そして北米の一部では、スミロドンなどの食肉目の大型肉食哺乳類と共にフォルスラコス類は尚も生態系の頂点の一角に君臨していた。

### 絶滅
約40万年前に最後のフォルスラコス類が姿を消し恐鳥類は絶滅したとされていたが、新たな化石の発見により更に後の時代まで生存していたという説が提唱されている。これによれば約1万5千年前に最終氷期の環境変化により、スミロドンや、ドエディクルス、メガテリウム、マクラウケニアなどの、他の多くの大型動物と共に最後の恐鳥類（ティタニス）は絶滅したとされる。